# GFAJ-1

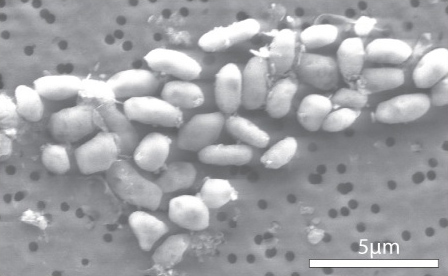
Zdjęcie mikroskopowe (SEM) bakterii GFAJ-1 rosnących na podłożu z arsenem

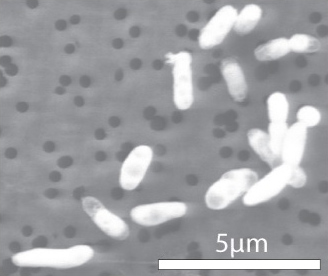
Zdjęcie bakterii GFAJ-1 rosnących na podłożu z fosforem

GFAJ-1 – ekstremofilna (halofilna, tolerująca wysokie stężenia soli) bakteria odkryta w jeziorze Mono Lake (Kalifornia, USA), zdolna do rozwoju w obecności dużych stężeń arsenu.
Na podstawie badań laboratoryjnych z użyciem pożywek zawierających arseniany zamiast fosforanów, odkrywcy postulowali, że bakterie GFAJ-1 wbudowują arsen zamiast fosforu w syntezowane przez siebie cząsteczki organiczne (jako główny przykład posłużył DNA) z zachowaniem ich funkcjonalności, co by tym samym czyniło ten organizm jedyną znaną na Ziemi formą życia, która być może wykorzystywała w podstawowej strukturze swoich cząsteczek inny, niż pozostałe organizmy, zestaw (węgiel, azot, tlen, wodór, siarka, fosfor) podstawowych pierwiastków.
Od samego ich ogłoszenia eksperymenty te i wnioski stały się obiektem krytyki naukowej. Kilkanaście miesięcy później niezależnie prowadzone badania z wykorzystaniem odmiennych metod, a także zestawu dodatkowych eksperymentów kontrolnych, obaliły główne hipotezy odkrywców GFAJ-1. W DNA GFAJ-1 nie wykryto arsenu, a bakteria okazała się odpornym na wysokie stężenia arsenu, ale jednak wciąż zależnym od fosforu, organizmem, który nie wykorzystuje obecnego w środowisku arsenu do syntezy swoich cząsteczek (patrz Krytyka i odbiór odkrycia).

## Taksonomia i filogeneza
Filogeneza GFAJ-1 i blisko spokrewnionych bakterii w oparciu o sekwencje rybosomalnego RNA:
|  | Halomonas alkaliphila           |
|  |                                 |
|  | Halomonas venusta szczep NBSL13 |
|  |                                 |
|  | GFAJ-1                          |
|  |                                 |
|  | Halomonas sp. GTW               |
|  |                                 |
|  | Halomonas sp. G27               |
|  |                                 |

|  | Halomonas sp. DH77 |
|  |                    |
|  | Halomonas sp. mp3  |
|  |                    |

|  | Halomonas alkaliphila           |
|  |                                 |
|  | Halomonas venusta szczep NBSL13 |
|  |                                 |
|  | GFAJ-1                          |
|  |                                 |
|  | Halomonas sp. GTW               |
|  |                                 |
|  | Halomonas sp. G27               |
|  |                                 |

|  | Halomonas sp. DH77 |
|  |                    |
|  | Halomonas sp. mp3  |
|  |                    |

|  | Halomonas sp. IB-O18 |
|  |                      |
|  | Halomonas sp. ML-185 |
|  |                      |

|  | Halomonas alkaliphila           |
|  |                                 |
|  | Halomonas venusta szczep NBSL13 |
|  |                                 |
|  | GFAJ-1                          |
|  |                                 |
|  | Halomonas sp. GTW               |
|  |                                 |
|  | Halomonas sp. G27               |
|  |                                 |

|  | Halomonas sp. DH77 |
|  |                    |
|  | Halomonas sp. mp3  |
|  |                    |

|  | Halomonas alkaliphila           |
|  |                                 |
|  | Halomonas venusta szczep NBSL13 |
|  |                                 |
|  | GFAJ-1                          |
|  |                                 |
|  | Halomonas sp. GTW               |
|  |                                 |
|  | Halomonas sp. G27               |
|  |                                 |

|  | Halomonas sp. DH77 |
|  |                    |
|  | Halomonas sp. mp3  |
|  |                    |

|  | Halomonas sp. IB-O18 |
|  |                      |
|  | Halomonas sp. ML-185 |
|  |                      |

|  | Halomonas alkaliphila           |
|  |                                 |
|  | Halomonas venusta szczep NBSL13 |
|  |                                 |
|  | GFAJ-1                          |
|  |                                 |
|  | Halomonas sp. GTW               |
|  |                                 |
|  | Halomonas sp. G27               |
|  |                                 |

|  | Halomonas sp. DH77 |
|  |                    |
|  | Halomonas sp. mp3  |
|  |                    |

|  | Halomonas alkaliphila           |
|  |                                 |
|  | Halomonas venusta szczep NBSL13 |
|  |                                 |
|  | GFAJ-1                          |
|  |                                 |
|  | Halomonas sp. GTW               |
|  |                                 |
|  | Halomonas sp. G27               |
|  |                                 |

|  | Halomonas sp. DH77 |
|  |                    |
|  | Halomonas sp. mp3  |
|  |                    |

|  | Halomonas sp. IB-O18 |
|  |                      |
|  | Halomonas sp. ML-185 |
|  |                      |

|  | Halomonas alkaliphila           |
|  |                                 |
|  | Halomonas venusta szczep NBSL13 |
|  |                                 |
|  | GFAJ-1                          |
|  |                                 |
|  | Halomonas sp. GTW               |
|  |                                 |
|  | Halomonas sp. G27               |
|  |                                 |

|  | Halomonas sp. DH77 |
|  |                    |
|  | Halomonas sp. mp3  |
|  |                    |

|  | Halomonas alkaliphila           |
|  |                                 |
|  | Halomonas venusta szczep NBSL13 |
|  |                                 |
|  | GFAJ-1                          |
|  |                                 |
|  | Halomonas sp. GTW               |
|  |                                 |
|  | Halomonas sp. G27               |
|  |                                 |

|  | Halomonas sp. DH77 |
|  |                    |
|  | Halomonas sp. mp3  |
|  |                    |

|  | Halomonas sp. IB-O18 |
|  |                      |
|  | Halomonas sp. ML-185 |
|  |                      |

|  | Halomonas alkaliphila           |
|  |                                 |
|  | Halomonas venusta szczep NBSL13 |
|  |                                 |
|  | GFAJ-1                          |
|  |                                 |
|  | Halomonas sp. GTW               |
|  |                                 |
|  | Halomonas sp. G27               |
|  |                                 |

|  | Halomonas sp. DH77 |
|  |                    |
|  | Halomonas sp. mp3  |
|  |                    |

|  | Halomonas alkaliphila           |
|  |                                 |
|  | Halomonas venusta szczep NBSL13 |
|  |                                 |
|  | GFAJ-1                          |
|  |                                 |
|  | Halomonas sp. GTW               |
|  |                                 |
|  | Halomonas sp. G27               |
|  |                                 |

|  | Halomonas sp. DH77 |
|  |                    |
|  | Halomonas sp. mp3  |
|  |                    |

|  | Halomonas sp. IB-O18 |
|  |                      |
|  | Halomonas sp. ML-185 |
|  |                      |

|  | Halomonas alkaliphila           |
|  |                                 |
|  | Halomonas venusta szczep NBSL13 |
|  |                                 |
|  | GFAJ-1                          |
|  |                                 |
|  | Halomonas sp. GTW               |
|  |                                 |
|  | Halomonas sp. G27               |
|  |                                 |

|  | Halomonas sp. DH77 |
|  |                    |
|  | Halomonas sp. mp3  |
|  |                    |

|  | Halomonas alkaliphila           |
|  |                                 |
|  | Halomonas venusta szczep NBSL13 |
|  |                                 |
|  | GFAJ-1                          |
|  |                                 |
|  | Halomonas sp. GTW               |
|  |                                 |
|  | Halomonas sp. G27               |
|  |                                 |

|  | Halomonas sp. DH77 |
|  |                    |
|  | Halomonas sp. mp3  |
|  |                    |

|  | Halomonas sp. IB-O18 |
|  |                      |
|  | Halomonas sp. ML-185 |
|  |                      |

|  | Halomonas alkaliphila           |
|  |                                 |
|  | Halomonas venusta szczep NBSL13 |
|  |                                 |
|  | GFAJ-1                          |
|  |                                 |
|  | Halomonas sp. GTW               |
|  |                                 |
|  | Halomonas sp. G27               |
|  |                                 |

|  | Halomonas sp. DH77 |
|  |                    |
|  | Halomonas sp. mp3  |
|  |                    |

|  | Halomonas alkaliphila           |
|  |                                 |
|  | Halomonas venusta szczep NBSL13 |
|  |                                 |
|  | GFAJ-1                          |
|  |                                 |
|  | Halomonas sp. GTW               |
|  |                                 |
|  | Halomonas sp. G27               |
|  |                                 |

|  | Halomonas sp. DH77 |
|  |                    |
|  | Halomonas sp. mp3  |
|  |                    |

|  | Halomonas sp. IB-O18 |
|  |                      |
|  | Halomonas sp. ML-185 |
|  |                      |

|  | Halomonas alkaliphila           |
|  |                                 |
|  | Halomonas venusta szczep NBSL13 |
|  |                                 |
|  | GFAJ-1                          |
|  |                                 |
|  | Halomonas sp. GTW               |
|  |                                 |
|  | Halomonas sp. G27               |
|  |                                 |

|  | Halomonas sp. DH77 |
|  |                    |
|  | Halomonas sp. mp3  |
|  |                    |

|  | Halomonas alkaliphila           |
|  |                                 |
|  | Halomonas venusta szczep NBSL13 |
|  |                                 |
|  | GFAJ-1                          |
|  |                                 |
|  | Halomonas sp. GTW               |
|  |                                 |
|  | Halomonas sp. G27               |
|  |                                 |

|  | Halomonas sp. DH77 |
|  |                    |
|  | Halomonas sp. mp3  |
|  |                    |

|  | Halomonas sp. IB-O18 |
|  |                      |
|  | Halomonas sp. ML-185 |
|  |                      |

Badania molekularne oparte na sekwencji 16S rRNA pokazują, że GFAJ-1 jest blisko spokrewnione z innymi umiarkowanie halofilnymi bakteriami z rodziny Halomonadaceae. Mimo że szczep okazał się być blisko spokrewniony z przedstawicielami Halomonas, w tym H. alkaliphila i H. venusta, autorzy nie zaliczyli wprost szczepu do tego rodzaju.
Nazwa „GFAJ” jest akronimem od „Give Felisa A Job” (pol. Daj Felisie Pracę).

## Odkrycie

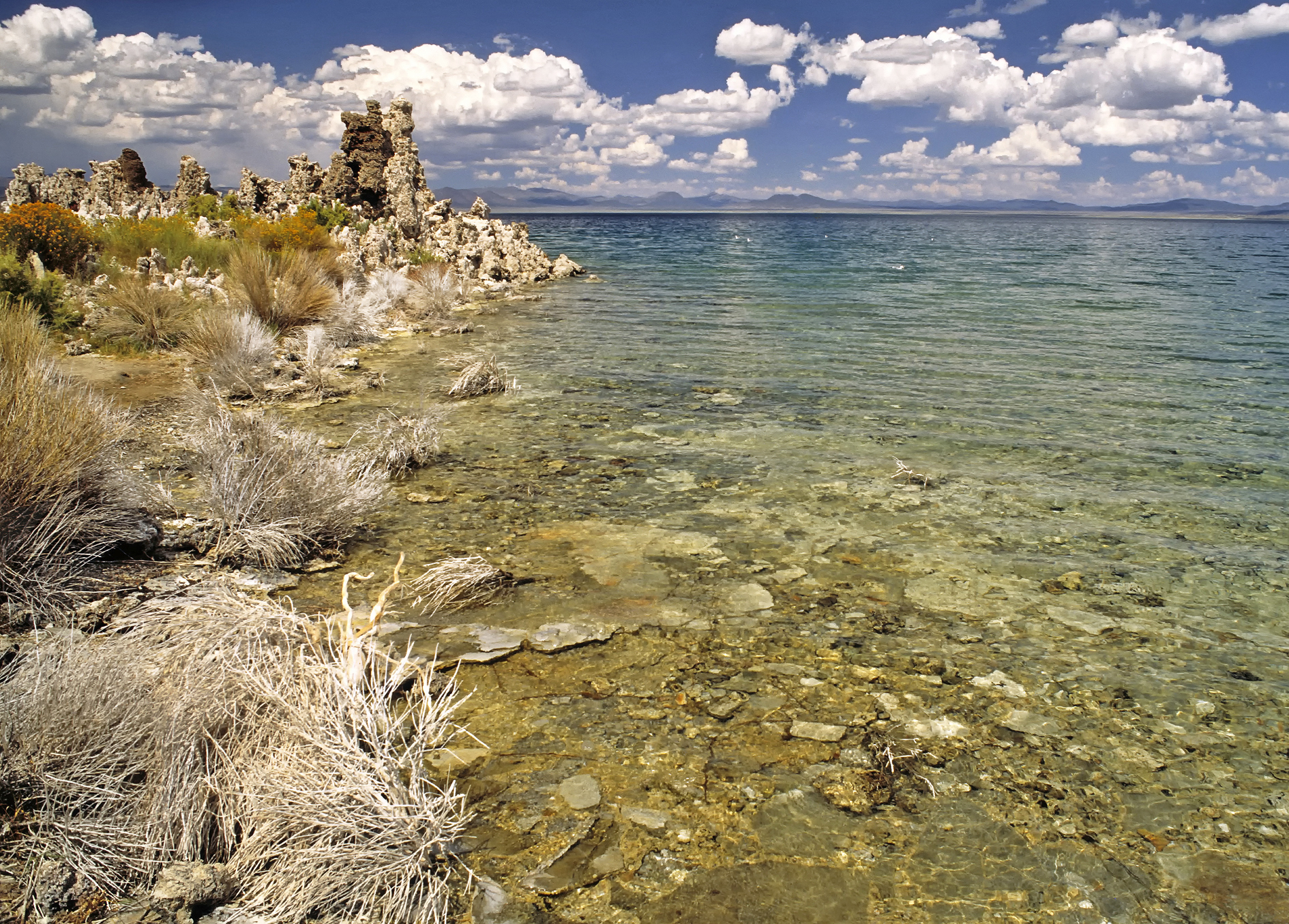
Wybrzeże Jeziora Mono

GFAJ-1 została wyizolowana i odkryta przez Felisę Wolfe-Simon, geomikrobiologa z United States Geological Survey współpracującego z NASA w programie dotyczącym astrobiologii. Organizm odnaleziono w 2009 roku w osadach znad Mono Lake, wysoce zasolonego i zasadowego jeziora w Kalifornii, które charakteryzuje się także wysokim stężeniem arsenu.
Według badań filogenetycznych sekwencji 16S rRNA bakteria należy do rodziny Halomonadaceae, której wielu przedstawicieli jest znanych z wysokiej tolerancji arsenu. GFAJ-1 hodowana w warunkach laboratoryjnych na pożywce ubogiej w fosforany (PO3−4), ale bogatej w arseniany (AsO3−4) rosła z 60% wydajnością w porównaniu z podłożem bogatym w fosfor i miała około 1,5 razy większą objętość, związaną z obecnością dużych wakuoli. Pomiary radioaktywności znakowanego izotopu arsenu 73As (w postaci jonów arsenianowych 73AsO3−4) wykazały obecność tego izotopu w wyekstrahowanych frakcjach zawierających kwasy nukleinowe, tłuszcze, białka oraz metabolity. Badania te pokazały także, że około jedna dziesiąta arsenu (11,0 ± 0,1%) pochłoniętego przez te bakterie obecna jest we frakcjach zawierających DNA/RNA, gdy reszta przypadała na pozostałe frakcje, głównie lipidowe. Jednak według danych autorów, zawartość arsenu w samym DNA GFAJ-1 rosnących na pożywce wysokoarsenowej była wciąż 26 razy mniejsza niż zawartość fosforu. Natomiast całkowita zawartość fosforu w suchej masie takich bakterii była około dziesięciokrotnie mniejsza, niż zawartość arsenu. W porównaniu do bakterii hodowanych na normalnej, bogatej w fosfor pożywce, ilość fosforu w bakteriach rosnących na pożywce bogatej w arsen, a ubogiej w fosfor, zmierzona za pomocą ICP-MS, była około trzydzieści razy mniejsza i wynosiła około jednej setnej zawartości fosforu w większości innych bakterii. Wyniki te w znacznej mierze zostały obalone przez kolejnych badaczy (patrz Krytyka i odbiór odkrycia).
Autorzy odkrycia spekulowali, że bakterie GFAJ-1, wykorzystując arsen, nie tylko nie wykazały wrażliwości na jego, wysoką u innych organizmów, toksyczność, ale także poradziły sobie z dużo niższą stabilnością estrów arsenianowych w porównaniu do fosforanowych (co, obok silnej tendencji związków AsV do ulegania redukcji do AsIII, uważane jest za podstawową przyczynę eliminującą arsen jako potencjalnie funkcjonalny substytut fosforu w organizmach). W stabilizacji wiązań arsenoestrowych udział może mieć polihydroksymaślan, wykryty w dużych ilościach w wakuolach spokrewnionych z GFAJ-1 gatunków z rodzaju Halomonas. Duże stężenie tego związku może obniżać lokalnie stężenie wody, spowalniając reakcję hydrolizy. Jednocześnie badania techniką µXANES („micro X-ray absorption near edge spectroscopy”) nie wykazały w GFAJ-1 obecności związków arsenu(III), a wyłącznie arsenu(V), co wskazuje, że w warunkach hodowli problem redukcji AsV do AsIII nie jest istotny.
Wyniki badań nad bakteriami GFAJ-1 ogłoszono 2 grudnia 2010 roku podczas konferencji prasowej w NASA. Tego samego dnia w serwisie internetowym „ScienceExpress”, będącym częścią czasopisma „Science”, opublikowana została praca na ten temat. Przedstawione badania stanowiły zwieńczenie wcześniejszych postulatów Wolfe-Simon i współpracowników o możliwości istnienia na Ziemi organizmów wykorzystujących arsen zamiast fosforu.

## Krytyka i odbiór odkrycia
Publikacja grupy badawczej Wolfe-Simon ukazała się w czerwcu 2011 roku, po sześciu miesiącach od ogłoszenia w serwisie internetowym „ScienceExpress”, w drukowanej wersji czasopisma „Science” wraz 8 komentarzami krytycznymi i odpowiedzią autorów. Redaktor naczelny Bruce Alberts zaznaczył, że pewne kwestie pozostają otwarte, a ich rozwikłanie zajmie zapewne dużo czasu.
Część naukowców od początku sceptycznie oceniała przedstawione wyniki, a także sposób poinformowania opinii publicznej o odkryciu (konferencja prasowa zwołana przez NASA po pojawieniu się publikacji w serwisie internetowym „ScienceExpress”). 
Dziennikarz naukowy Carl Zimmer w notatce redakcyjnej w magazynie „Slate” podsumował i skomentował sceptycyzm kilku naukowców, wspominając, że niemal zgodnie przyznali oni, że naukowcy NASA nie dowiedli eksperymentalnie swoich postulatów, a wykonane eksperymenty obarczone są błędami. O ile fakt obecności żywych bakterii szczepu GFAJ-1 w wysokoarsenowym środowisku jest zaskakujący, o tyle wniosek, że wykorzystują one ten pierwiastek zamiast fosforu jest przedwczesny.
Biolog z University of Florida, Steven A. Benner, wyraził przypuszczenie, że wobec niskiej stabilności wiązań arsenoestrowych arsen nie był wbudowany w DNA, a raczej w inne cząsteczki, jak np. lipidy, gdzie byłby stabilny. DNA miałoby zawierać fosfor pochodzący z pożywki, gdzie wciąż był obecny w śladowych ilościach (głównie jako zanieczyszczenie innych soli dodawanych do pożywki), a arsen miałby tylko oddziaływać z DNA w bliżej nieokreślony sposób. Także inni naukowcy sugerowali, że przedstawione wyniki oznaczają, że arsen jest wchłaniany i neutralizowany przez GFAJ-1, ale do wzrostu wykorzystują one obecny w śladowych ilościach fosfor. Według wyników zaprezentowanych w samej publikacji, arsenu w DNA było wciąż 26 razy mniej niż fosforu.
Biochemik z Florida International University w Miami Barry Rosen wyraził przypuszczenie, że wykryty arsen nie był wbudowany do biocząsteczek, lecz znajdował się w wakuolach, gdzie był gromadzony przez bakterie w celu neutralizacji. Z kolei mikrobiolog z University of British Columbia, Rosemary Redfield, stwierdziła, że przedstawiona publikacja nie zawiera żadnych przekonujących dowodów na wbudowywanie arsenu w DNA czy inne cząsteczki i zasugerowała ponadto, że eksperymenty nie zostały skonfrontowane z odpowiednimi eksperymentami kontrolnymi, co umożliwiałoby poprawną interpretację wyników. Podobnie sceptyczni pozostali inni naukowcy, w tym Roger Summons, biogeochemik z MIT, zaznaczający, że nie wykazano wprost obecności arsenu w biocząsteczkach, pomimo że można łatwo to potwierdzić przy użyciu spektrometrii masowej. Naukowcy podkreślali, że bakterie badano w ich stacjonarnej fazie wzrostu, w której wymagane jest mniej fosforu do przetrwania, a także, że nie wykryto w nich RNA, co może być związane ze zmniejszeniem syntezy tego kwasu nukleinowego, w celu oszczędzania fosforu.
8 grudnia 2010 roku Wolfe-Simon na swojej stronie internetowej opublikowała swoje stanowisko odnośnie do krytycznych uwag na temat jej publikacji. Zachęciła do nadsyłania komentarzy do redakcji czasopisma, do których mogłaby się oficjalnie ustosunkować. Jednocześnie oświadczyła, że nie zamierza odnosić się do krytyki opublikowanej poza systemem recenzji w czasopismach naukowych, które zapewniają odpowiednią moderację dyskusji. Takie wyjaśnienia określił niedorzecznymi Jonathan Eisen z UCD, argumentując, że autorzy nie mogą prowadzić dyskusji wyłącznie na łamach czasopism naukowych, gdy sami informowali o wynikach podczas konferencji prasowej NASA. 16 grudnia Wolfe-Simon i współpracownicy opublikowali FAQ zawierający odpowiedzi na stawiane zarzuty, do którego krytycznie ustosunkowała się Redfield.
Na początku roku 2011 ukazały się prace w czasopismach naukowych krytycznie odnoszące się do interpretacji uzyskanych wyników, jaką przedstawili Wolfe-Simon i współpracownicy w publikacji w „Science”, polemizujące z technicznymi aspektami odkrycia GFAJ-1, a także proponujący alternatywną interpretację wyników, choć niektórzy z autorów zauważają, że pomimo małego prawdopodobieństwa „życia arsenowego” bakterii GFAJ-1, brak jest danych bezpośrednio obalających ogólne wnioski Wolfe-Simon i współpracowników.

### Negacja wyników przez innych badaczy
Wraz z udostępnieniem GFAJ-1 innym grupom badawczym, podjęły one próbę powtórzenia wyników Wolfe-Simon. Rosemary Redfield na blogu na bieżąco podawała wyniki swojej grupy badawczej. Zgodnie z nimi, GFAJ-1 rośnie lepiej na podłożach stałych, co może mieć związek z za niskim poziomem potasu w pożywce płynnej (w użytej przez Wolfe-Simon pożywce AML60 z arsenem zamiast fosforu, zastąpiła ona potas sodem, używając arsenianu sodu w miejsce fosforanu potasu). Redfield w dalszych eksperymentach uwzględniła tę różnicę, a także inne warunki hodowlane, które mogły zmienić wyniki (brakujący aminokwas, siła jonowa, pH, probówki szklane a nie polipropylenowe), i otrzymała dane wskazujące na minimalną stymulację wzrostu GFAJ-1 przez arsenian, która nie zmienia końcowej gęstości kultury; inaczej niż w pracy Wolfe-Simon. W DNA wyizolowanym z GFAJ-1 z pożywki o wysokiej zawartości arsenianu, a minimalnej (prawdopodobnie porównywalnej z ilością w pracy Wolfe-Simon) fosforanu, oczyszczonym następnie za pomocą wirowania w gradiencie CsCl, pomiary wykazały brak arsenu. Arsen wykryto jedynie w nieoczyszczonym DNA, gdzie prawdopodobnie oddziaływał on niekowalencyjnie z kwasem nukleinowym, stąd był łatwo odmywany za pomocą wody. Wyniki Redfield zostały ogłoszone w serwisie internetowym „ScienceExpress” w lipcu 2012 roku. W tym samym miesiącu inny zespół badaczy w ogłoszonej także w „ScienceExpress” pracy potwierdził, że GFAJ-1 jest bakterią odporną na wysokie stężenia arsenu, ale wciąż zależną od fosforu. Kolejni badacze wykazali, że wysoka oporność na arsen wraz ze znikomym zapotrzebowaniem na fosfor w pożywce, wynika z indukowanego arsenem rozpadu rybosomów na dużą skalę, co prowadzi do znaczącego spowolnienia wzrostu, ale jest i źródłem fosforu dla podtrzymania podstawowych procesów życiowych. Proces ten został przez nich odtworzony w klasycznym organizmie modelowym – bakterii E. coli. Uzyskane wyniki tłumaczą powolny, ale obserwowalny wzrost GFAJ-1 na pożywkach zawierających arseniany zamiast fosforanów bez odwoływania się do biologicznej zależności (np. wbudowywania do cząsteczek) od arsenu.
Komentatorzy oceniali wstępne wyniki Redfield pozytywnie, choć wskazywali, że dla całkowitej pewności brakowało kilku pomniejszych eksperymentów kontrolnych. Uznali jednak, że dowody negujące wyniki Wolfe-Simon są wystarczające. Wolfe-Simon nie ustosunkowała się do wszystkich wyników Redfield, wskazując tylko na drobne luki (jak np. mała stabilność DNA zawierającego arsen, która ma uniemożliwiać jego prawidłowy rozdział podczas wirowania, co zostało jednak wykluczone eksperymentalnie przez Redfield) oraz komentując, że czeka na opublikowanie pracy Redfield w recenzowanym czasopiśmie naukowym (stało się to w lipcu 2012 roku). Komentatorzy obawiają się jednak, że zamiast wycofania podważanych wyników Wolfe-Simon, ich obrońcy będą raczej powoli odwracać się od swojego stanowiska, do czasu gdy cała historia zostanie zapomniana.